# Янцып
Янцып — река в России, протекает в Пономарёвском районе Оренбургской области. Исток реки находится к западу от села Владимировка Пономарёвского района Оренбургской области. Является правобережным притоком реки Тятер, её устье находится в 8,3 км от устья реки Тятер, около села Софиевка. Длина реки составляет 11 км. Населённые пункты у реки: Софиевка.

## Данные водного реестра
По данным государственного водного реестра России относится к Камскому бассейновому округу, водохозяйственный участок реки — Дёма от истока до водомерного поста у деревни Бочкарёва, речной подбассейн реки — Белая. Речной бассейн реки — Кама.
По данным геоинформационной системы водохозяйственного районирования территории РФ, подготовленной Федеральным агентством водных ресурсов: 
- Код водного объекта в государственном водном реестре — 10010201312111100024243
- Код по гидрологической изученности (ГИ) — 111102424
- Код бассейна — 10.01.02.013
- Номер тома по ГИ — 11
- Выпуск по ГИ — 1